# Papeda

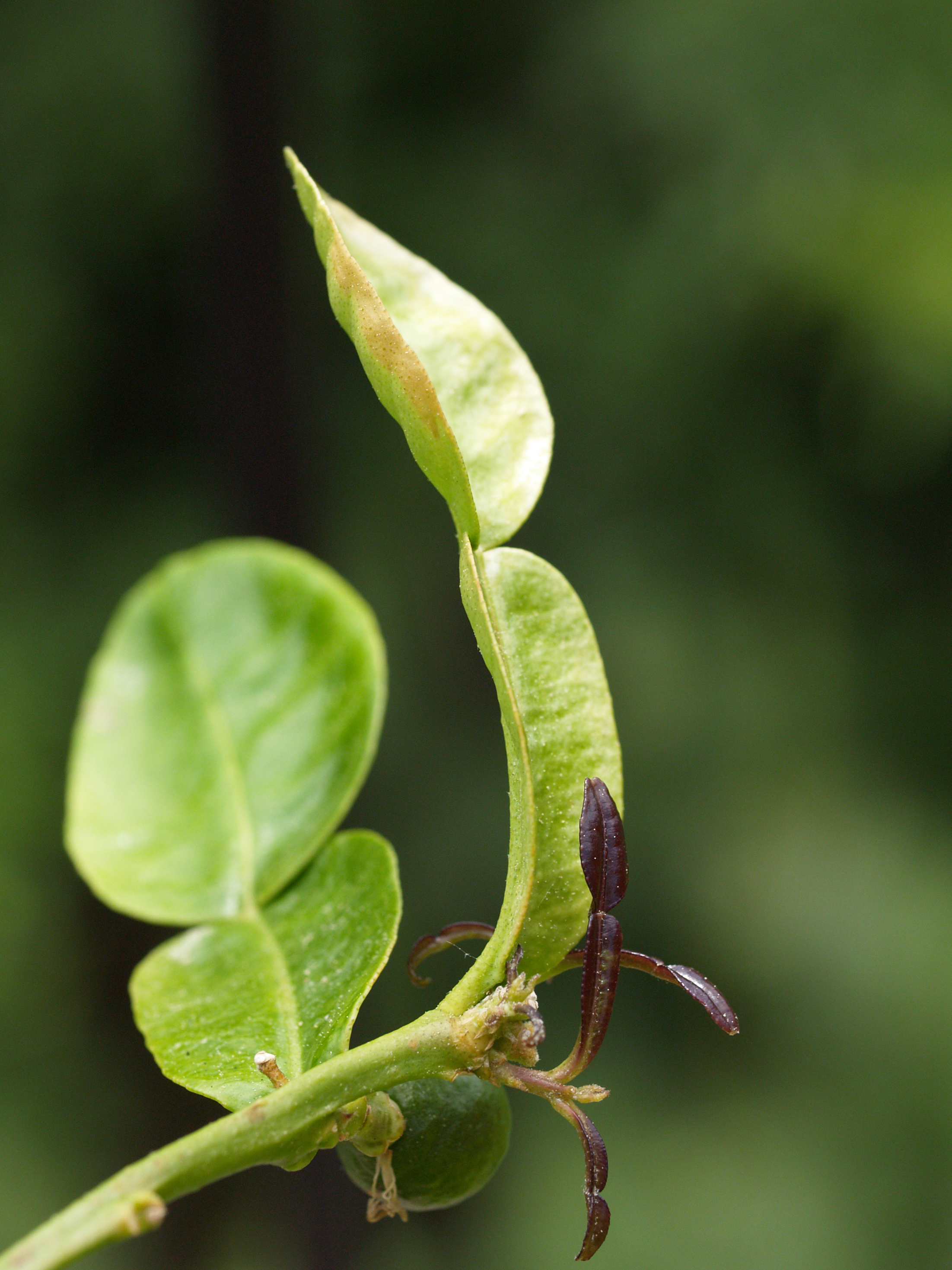
Liście

Papeda (Citrus hystrix DC.) – gatunek rośliny z rodziny  rutowatych (Ruteceae). Pochodzi z Azji Południowo-Wschodniej. Owoce nazywane bywają potocznie „limonkami kaffir”, a liście – „liśćmi kaffiru” („liśćmi kaffir”, „liśćmi limonki kaffir”).

## Morfologia
PokrójCiernisty krzew lub niskie drzewko do 5 m wysokości.
LiściePojedyncze, o charakterystycznym kształcie klepsydry.
OwoceNiewielkie zielone cytrusy, o pomarszczonej skórce.

## Zastosowanie
Aromatyczna skórka owoców znajduje zastosowanie w kuchni Tajlandii i Laosu jako składnik pasty curry, zaś liście z ogonkami wykorzystywane są jako przyprawa w kuchni tajskiej i indonezyjskiej (zwłaszcza na Jawie i Bali). Liście stosuje się także w piwowarstwie jako przyprawę. Sok i same owoce ze względu na zbyt cierpki smak nie mają zastosowania kulinarnego. 
Sok oraz liście stosowane są w tradycyjnej medycynie indonezyjskiej, z tego względu w języku indonezyjskim owoce są określane mianem jeruk obat (dosłownie „cytrus lekarski”).
Sok wykazuje właściwości owadobójcze.